# Präsidialkabinett
Als Präsidialkabinette bezeichnet man gemeinhin die letzten drei Reichsregierungen der Weimarer Republik von 1930 bis 1933 unter Heinrich Brüning (Zentrum), Franz von Papen (parteilos) und Kurt von Schleicher (parteilos). Zuweilen ist auch von einer Präsidialdiktatur die Rede, manchmal wird aber auch zwischen einer Präsidialregierung und einer Präsidialdiktatur unterschieden, wobei der Unterschied zwischen Brüning und den beiden anderen Kanzlern gemeint ist (siehe unten).
Nach Art. 53 Weimarer Reichsverfassung wurde jedes Reichskabinett vom Reichspräsidenten eingesetzt. Der entscheidende Unterschied zu vorigen Minderheitsregierungen und charakteristisch für diese letzte Phase der Weimarer Republik war, dass Reichspräsident Paul von Hindenburg die Reichsregierung auf besondere Weise stützen musste: Er machte dazu vom Artikel 48 der Verfassung Gebrauch, dem zufolge der Reichspräsident Notverordnungen mit Gesetzeskraft ausfertigen durfte. Auch wenn der Reichstag diese Notverordnungen mit einfacher Mehrheit aufheben konnte, ließ sich dadurch die Gesetzgebungstätigkeit des Parlaments umgehen.
Gründe für Hindenburg, dieses Mittel einzusetzen, waren neben der Kompromissunfähigkeit der Flügelparteien im Streit um die Arbeitslosenversicherung seine erklärte Absicht, die SPD aus der Regierungsverantwortung zu drängen. Dies führte zum Bruch der Großen Koalition unter Reichskanzler Hermann Müller am 27. März 1930 (Kabinett Müller II). Anschließend hätten SPD, Zentrumspartei, Bayerische Volkspartei und Deutsche Demokratische Partei auch ohne die kompromissunwillige Deutsche Volkspartei zwar immer noch eine Mehrheit gehabt, doch die bürgerlichen Parteien unterstützten lieber den neuen Kanzler Heinrich Brüning vom Zentrum. Bei den Reichstagswahlen vom 14. September 1930 verloren die republikfreundlichen Parteien; die NSDAP erhielt 18,3 Prozent der Wählerstimmen. 
Die Kabinette Brüning I und Brüning II waren bürgerliche Minderheitskabinette. Die in der Regierung nicht vertretene SPD tolerierte im Gegensatz zu KPD, DNVP und NSDAP diese Kabinette, wobei der Haushalt des Kabinetts Brüning I zwischenzeitlich noch von der SPD abgelehnt wurde, was Hindenburg mit der Auflösung des Reichstags erwiderte. Nachdem Brüning von Hindenburg im Mai 1932 entlassen worden war, änderte sich dies: Die SPD war nicht bereit, Brünings Nachfolger Papen zu tolerieren, und nach der Neuwahl am 31. Juli hatten KPD und NSDAP auch ohne SPD eine negative Mehrheit im Reichstag. So bedeutete allein schon der reguläre Zusammentritt des Reichstags eine Gefährdung für die Regierung, da dort sogleich deren Rücktritt gefordert wurde. Durch  Auflösung des gerade neugewählten Reichstags bei dessen erster Sitzung, entsprechend einer Verordnung von Hindenburgs, verschaffte sich die Regierung Papen etwas Luft. Reichspräsident von Hindenburg aber wollte die instabilen Präsidialkabinette nicht weiter fortführen und stattdessen wieder ein Kabinett auf parlamentarischer Grundlage sehen. So stimmte er, nachdem auch Papens Nachfolger Kurt von Schleicher gescheitert war, der Koalitionsregierung Hitlers zu, die am 30. Januar 1933 ihr Amt antrat. Sie war gebildet von NSDAP und DNVP unter Beteiligung von Papens und erhielt erst nach erneuter Reichstagsauflösung und der Neuwahl am 5. März eine parlamentarische Mehrheit.

## Gemäßigte Präsidialkabinette: Brüning

### Errichtung
Bereits im Frühjahr 1929 hatte Schleicher mit Brüning über eine geplante „Hindenburg-Regierung“ gesprochen, die  mit Hilfe von Notverordnungen regieren sollte. Am 26. Dezember trafen beide erneut zusammen, diesmal waren auch Reichswehrminister Wilhelm Groener, der ehemalige DNVP-Abgeordnete Gottfried Treviranus und Hindenburgs Staatssekretär Otto Meissner; sie alle versuchten Brüning zu überreden, nach Verabschiedung der Youngplan-Gesetze im März 1930 die Führung einer Regierung zu übernehmen, die sich auf Artikel 48 stützen sollte. Brüning zögerte noch. Im Januar 1930 erörterte Meissner mit Kuno von Westarp, dem Fraktionsvorsitzenden der Deutschnationalen Volkspartei, die Möglichkeit, nach Verabschiedung des Youngplans eine „antiparlamentarische und antimarxistische“ Regierung zu installieren, die ohne Unterstützung der SPD und ohne das Vertrauen des Reichstags auskommen sollte. Am 1. März 1930 willigte Brüning gegenüber Hindenburg ein, ein Kabinett ohne die SPD zu bilden. Dabei fasste er bereits Neuwahlen ins Auge, die er auf den Sommer 1930 terminieren wollte.
Am 27. März 1930 scheiterte die Große Koalition unter Hermann Müller (SPD) im Streit um ein halbes Prozent Beitrag zur Arbeitslosenversicherung, nachdem sich der Reichspräsident entgegen seinen vorangegangenen Versprechen geweigert hatte, diesem Kabinett die Vollmachten des Artikels 48 der Weimarer Reichsverfassung zu gewähren.
Schon drei Tage später ernannte Hindenburg Heinrich Brüning zum neuen Reichskanzler. Das neue Kabinett bestand aus Mitgliedern der bisherigen Regierungsfraktionen mit Ausnahme der Sozialdemokraten und wurde um Vertrauensleute Hindenburgs vom ehemaligen konservativen Flügel der DNVP erweitert. Dadurch hatten Schleicher und der Reichspräsident entscheidenden Einfluss auf die Regierung – nach Einschätzung des Berliner Historikers Henning Köhler war der Reichskanzler nur ihr „Juniorpartner für die Erledigung der laufenden Geschäfte“. Nach den Vorstellungen des Reichspräsidenten und seiner Berater sollte mit der neuen Regierung eine Rechtswendung vollzogen werden. Obwohl sie im Reichstag keine Mehrheit hatte, bestand sie Misstrauensanträge von Seiten der SPD und der KPD, da Teile der Deutschnationalen sie gegen den Willen Alfred Hugenbergs vorerst unterstützten. Aber schon nach wenigen Wochen stimmten SPD, KPD, NSDAP und jetzt auch Teile der DNVP gegen eine Vorlage Brünings zur Deckung des Reichshaushaltes. Diese enthielt Steuererhöhungen und Leistungseinschränkungen bei der Arbeitslosenversicherung. Brüning verhandelte zunächst mit der SPD, um zu einem Kompromiss zu gelangen, gab dies jedoch von sich aus früh auf, da er befürchtete, die Unterstützung der gemäßigten Rechtsparteien zu verlieren, wenn er eine Abmachung mit der SPD abschlösse. Nachdem der Reichstag also die Deckungsvorlage abgelehnt hatte, wurde dieselbe in Form von zwei Notverordnungen Hindenburgs in Kraft gesetzt. Dabei stützte sich der Reichspräsident (Hindenburg) auf Art. 48 der Weimarer Verfassung, das Notstandsgesetz. Solche Notverordnungen konnten aber jederzeit wieder vom Reichstag rückgängig gemacht werden. Und genau das passierte auch zwei Tage später den zwei Notverordnungen – mit knapper Mehrheit wurden sie auf Antrag der Sozialdemokraten außer Kraft gesetzt. Brünings Deckungsvorlage schien damit endgültig gescheitert. Doch direkt nach dieser Abstimmung, die die zwei Notstandsgesetze außer Kraft setzte, verlas Brüning im Reichstag ein Dekret des Reichspräsidenten, das den Reichstag auflöste. Acht Tage später wurden von der Regierung (durch den Reichspräsidenten, der diese unterstützte) die beiden Notverordnungen in verschärfter Form wieder in Kraft gesetzt – nur, dass diesmal kein Reichstag bestand, der sie wieder für nichtig hätte erklären können.
Die Neuwahlen des Reichstages vom 14. September 1930, die wegen der hindenburgschen Auflösungsanordnung anstand, fand vor dem Hintergrund der Weltwirtschaftskrise statt, die im Frühjahr 1930 in Deutschland eingesetzt hatte. Die Frankfurter Zeitung bezeichnete sie als „Erbitterungswahlen“. Das Ergebnis war fatal: Die NSDAP konnte ihre Sitzzahl von 12 auf 107 Sitze erhöhen und war damit plötzlich zweitstärkste Partei. Hindenburg ließ durchblicken, er werde den Reichstag sofort wieder auflösen, wenn dieser die Notverordnungen erneut ablehnen sollte – Neuwahlen würden aber lediglich für die KPD und insbesondere für die NSDAP von Vorteil sein. Daher entschloss sich die SPD, in dieser Zwickmühle gefangen, die Politik Brünings zu tolerieren. Mit den Stimmen der Sozialdemokraten wurden die Misstrauensanträge von Seiten der DNVP, der NSDAP und der KPD gegenüber der Regierung Brüning fortan abgelehnt. Die SPD musste jetzt eine Politik mittragen, auf die sie keinen Einfluss hatte.

### Mechanismus
Nun setzte der Mechanismus der gemäßigten Präsidialregierungen ein: Wenn ein Gesetzesentwurf der Regierung keine Mehrheit im Reichstag fand, setzte der Reichspräsident diesen in Form einer Notverordnung in Kraft, obwohl die Verfassung diese Notverordnungen nur für Notsituationen vorgesehen hatte. In der Verfassung (Art. 48) war nicht festgelegt worden, wie eine Notsituation zu definieren sei und wer sie feststellen könne. Es hieß dazu nur „Das Nähere regelt ein Reichsgesetz“. Ein solches Gesetz ist jedoch nie verabschiedet worden.
Wenn der Reichstag das Recht wahrnahm, die Aufhebung der Notverordnung vom Reichspräsidenten zu verlangen, oder dem Reichskanzler sein Misstrauen aussprach, löste der Reichspräsident gemäß Artikel 25 der Verfassung das Parlament auf. Neuwahlen mussten laut Verfassung nach spätestens sechzig Tagen abgehalten werden, und der gewählte Reichstag spätestens nach weiteren 30 Tagen zusammentreten.
In diesen neunzig Tagen konnte das Kabinett mit Notverordnungen regieren, die der Reichspräsident erließ. Sowohl die Exekutive als auch die Legislative lag nun beim Reichspräsidenten und beim Reichskanzler, der die Notverordnungen gegenzeichnen musste. Die Gewaltenteilung war somit großteils aufgehoben. 1931 entstanden lediglich 34 vom Reichstag verabschiedete Gesetze, aber 44 Notverordnungen.
Dieses relativ stabile „System Brüning“ basierte auf der parlamentarischen Tolerierung der Regierung durch die SPD: Der Reichstag hätte mit Mehrheit die Notverordnungen außer Kraft setzen können. Die SPD verhinderte dies jedoch, weil sie in Brüning das kleinere Übel im Vergleich zu den Kommunisten und Nationalsozialisten sah. Ferner hätte der Reichstag mit Zweidrittelmehrheit eine Volksabstimmung über die Absetzung des Reichspräsidenten entscheiden können (Art. 43) oder den Reichspräsidenten beim Staatsgerichtshof für das Deutsche Reich (Art. 59) anklagen können.

### Scheitern
Mit der Tolerierung durch die SPD konnte Brüning bis Mai 1932 vergleichsweise stabil regieren, obwohl er als „Hungerdiktator“ verschrien war: Seine scharfe Austeritäts- und Deflationspolitik verschärfte die Weltwirtschaftskrise und ließ breite Schichten verarmen. Diese Praxis stand im Widerspruch zu seinem ursprünglichen Auftrag, nämlich „antimarxistisch“ zu regieren. Der Widerspruch spitzte sich zu, als im  Frühjahr 1932 die Wiederwahl Hindenburgs anstand. Gegenkandidaten waren der Kommunist Ernst Thälmann und Adolf Hitler als Kandidat der NSDAP. Wieder willigte die SPD ein, das kleinere Übel zu unterstützen, und Hindenburg wurde mit ihrer Hilfe wiedergewählt. Dieser nahm es dem Reichskanzler aber übel, ihn in Abhängigkeit von den bismarckschen Reichsfeinden gebracht zu haben, den Katholiken und den Sozialdemokraten.
Das Verbot der SA und SS vom 13. April 1932 schien die Reichsregierung noch weiter nach links zu rücken. Das widersprach den Plänen der Kamarilla um Hindenburg, denn Schleicher hatte vor, die SA in die illegale Aufrüstung der Reichswehr, die er plante, einzubeziehen. Dadurch sollte die NSDAP an den Staat herangeführt und dadurch „gezähmt“ werden. Das SA-Verbot musste da stören. In der Folge musste Groener als Reichswehrminister zurücktreten. Einen weiteren Grund für den Sturz Brünings bildete die Osthilfeverordnung, die von den ostpreußischen Grundbesitzern – zu denen auch der Reichspräsident selbst gehörte – stark kritisiert wurde. Als Hindenburg daraufhin erklärte, er werde keine Notverordnung Brünings mehr unterzeichnen, trat am 30. Mai das gesamte Kabinett zurück; die außenpolitischen Erfolge, wie die Stundung der Reparationszahlungen für ein Jahr (20. Juni 1931, Hoover-Moratorium) nutzten ihm nichts mehr. Damit war die Zeit der gemäßigten Präsidialkabinette, die noch durch eine wenngleich rudimentäre Mitverantwortung des Parlaments gekennzeichnet war, vorüber. Es begann die Zeit der reinen Präsidialkabinette, die ohne oder gar gegen den Reichstag regierten, oder, in der Terminologie Karl Dietrich Brachers, auf die „Phase des Machtverlusts“ unter Brüning folgte die „Phase des Machtvakuums“ unter seinen Nachfolgern.

## Reine Präsidialkabinette: Papen und Schleicher
Der nächste Reichskanzler wurde Franz von Papen vom äußersten rechten Flügel der Zentrumspartei. Aufgrund des von ihm gebildeten „Kabinetts der Barone“ wurde er aus der Partei ausgeschlossen. Schleicher hatte am 8. Mai 1932 mit Adolf Hitler vereinbart, dass die NSDAP die neue Regierung tolerieren würde; als Gegenleistung hatte ihm Schleicher die Aufhebung des SA-Verbots und eine Auflösung des Reichstags zugesagt. Papen hielt sich an diese Zusage, woraufhin es im Wahlkampf zu bürgerkriegsartigen Zusammenstößen zwischen der wieder zugelassenen SA und ihren Gegnern kam. Die NSDAP nutzte das Ergebnis der Konferenz von Lausanne, wo Papen nicht die erhoffte Totalstreichung der Reparationen hatte durchsetzen können, um bereits im Juli die Tolerierungszusage wieder aufzukündigen.
Bei den Reichstagswahlen vom 31. Juli 1932 wurde die NSDAP mit 37,3 Prozent der abgegebenen Stimmen stärkste Partei. Gemeinsam mit den Kommunisten, die 14,3 Prozent erhielten, hatte sie eine negative Mehrheit im Parlament: Der Reichstag war damit lahmgelegt. Am 12. September erlitt die Regierung Papen eine beispiellose Niederlage, als ihr der Reichstag mit 512 zu nur 42 Stimmen das Misstrauen aussprach. Papen war schon mit einer Auflösungsorder Hindenburgs in die Sitzung gekommen, doch hatte Reichstagspräsident Hermann Göring ihn absichtsvoll ignoriert. Für den 6. November 1932 wurden nun erneute Neuwahlen angesetzt. Papen hatte noch versucht, Hindenburg dazu zu bewegen, keinen Wahltermin festzulegen, doch war der Reichspräsident vor diesem offensichtlichen Verfassungsbruch zurückgeschreckt.
Die Reichstagswahlen vom 6. November 1932 erbrachten eine gesunkene Stimmenzahl für die NSDAP (33,1 statt 37,3 %), änderten aber nichts an der verfahrenen Situation, dass die beiden Parteien, die die Weimarer Republik radikal ablehnten, gemeinsam eine Mehrheit hatten. Dennoch betraute Hindenburg mit der Regierungsbildung erneut Papen, der nun offen dafür plädierte, den Ausnahmezustand zu erklären: Man solle den handlungsunfähigen Reichstag erneut auflösen und die Neuwahlen aussetzen,  bis mit einem Abklingen der Weltwirtschaftskrise auch der politische Radikalismus abgeklungen sei. Bis dahin müsse man mit Unterstützung der Reichswehr gegen die Verfassung regieren. Dieses Vorhaben verhinderte Schleicher, indem er bei seinem Untergebenen Eugen Ott ein Planspiel in Auftrag gab, das zeigte, dass im Falle eines Bürgerkriegs die Reichswehr den bewaffneten Kräften der Nationalsozialisten und der Kommunisten unterlegen sein würde.
Papen trat daraufhin zurück und Hindenburg ernannte am 3. Dezember 1932 Schleicher zum Reichskanzler. Nachdem sein Plan einer Querfront aller sozial orientierten Kräfte von den Freien Gewerkschaften über den Arbeitnehmerflügel des Zentrums bis zum linken Flügel der NSDAP um Gregor Strasser gescheitert war, plädierte er ebenfalls für einen Staatsstreich: Der Reichstag solle aufgelöst werden, ohne einen Termin für Neuwahlen festzulegen. Als Hindenburg dies erneut ablehnte, trat Schleicher am 28. Januar 1933 zurück.

## Gesetzgebungspraxis unter den Präsidialregierungen
Im Verlauf der Präsidialkabinette ist eine deutliche Gewichtsverschiebung weg von der Gesetzgebungskompetenz des Reichstages hin zu den Präsidialkabinetten zu verzeichnen, die mit präsidialen Notverordnungen regierten, worauf Karl Dietrich Bracher aufmerksam machte:
|                                    | 1930 | 1931 | 1932 |
| ---------------------------------- | ---- | ---- | ---- |
| Vom Reichstag beschlossene Gesetze | 98   | 34   | 5    |
| Präsidiale Notverordnungen         | 5    | 44   | 66   |
| Sitzungstage des Reichstages       | 94   | 41   | 13   |

## Übergang zur nationalsozialistischen Diktatur: Hitler
Adolf Hitler hatte am 23. November 1932 über den Staatssekretär Otto Meißner den Antrag zur Führung eines Präsidialkabinetts gestellt, aber Reichspräsident Hindenburg lehnte diesen Antrag am 24. November 1932 unter anderem mit der Befürchtung ab, dass ein von Hitler „geführtes Präsidialkabinett sich zwangsläufig zu einer Parteidiktatur mit allen ihren Folgen für eine außerordentliche Verschärfung der Gegensätze im deutschen Volke entwickeln würde“, was er (Hindenburg) „vor seinem Eid und seinem Gewissen nicht verantworten könnte.“
Am 30. Januar 1933 wurde Hitler dann trotzdem durch Hindenburg zum neuen Reichskanzler ernannt, nachdem es ihm mit von Papens Hilfe gelungen war, eine Koalitionsregierung zusammenzustellen, das sogenannte „Kabinett der nationalen Konzentration“, die mit 41,4 % (NSDAP 33,1 %, DNVP 8,3 %) allerdings im Reichstag keine Mehrheit hatte. Hitlers „Kabinett der nationalen Konzentration“ war also zunächst (siehe unten) nach wie vor ein Präsidialkabinett. Franz von Papen wurde Hitlers Vizekanzler. Die Ernennung Hitlers war durch Artikel 53 der Weimarer Verfassung gedeckt. Hitler schien in Kontinuität zu seinen Vorgängern zu stehen, verfügte im Unterschied zu seinen Vorgängern aber über eine Massenbasis.
Die Zeit von „Hitlers Präsidialkabinett“ endete im März mit der Reichstagswahl 1933: Jetzt hatte sein Kabinett auch die parlamentarische Mehrheit: NSDAP 43,9 %, DNVP 8,0 %. Die Regierungsparteien waren nicht mehr von einem Misstrauensvotum bedroht und hatten eine Mehrheit für Reichsgesetze, so dass die Notverordnungen des Reichspräsidenten nicht mehr nötig waren.
Zur Absicherung seiner Macht arbeitete Hitler dennoch auf ein  Ermächtigungsgesetz hin. Ein solches Gesetz erlaubte in der Weimarer Zeit, dass die Regierung gesetzesvertretende Verordnungen erlassen durfte. Dies entsprach nicht der Verfassung, aber es galt als statthaft, wenn das Gesetz vom Reichstag mit Zweidrittelmehrheit beschlossen wurde. Hitlers Ermächtigungsgesetz vom 24. März 1933 ging darüber weit hinaus: Die Regierung durfte seitdem sogar Gesetze erlassen und dabei die Reichsverfassung gänzlich missachten.

## Lehren aus den Präsidialkabinetten
Die Väter und Mütter des Grundgesetzes 1948/1949 wollten aus den tatsächlichen oder vermeintlichen Fehlern der Weimarer Reichsverfassung lernen. Darum haben sie die Stellung des Bundespräsidenten eher geschwächt. So erfüllt er normalerweise nur repräsentative und staatsnotarielle Aufgaben. Er ist zwar mit der Gegenzeichnung und Ausfertigung neuer Bundesgesetze (wodurch diese erst Gültigkeit erlangen) betraut, kann diese aber nur in sehr eingeschränkten Fällen (zum Beispiel bei offensichtlicher Verfassungswidrigkeit) verweigern. Er hat also insbesondere kein materielles Vetorecht.
In besonderen Ausnahmesituationen (keine regierungsfähige Mehrheit im Bundestag) kann der Bundespräsident das Parlament auflösen. Eine Entmachtung des Bundestages kann er als Gesetzgebungsnotstand aber nur auf kompliziertem Wege auf Antrag der Bundesregierung und mit Zustimmung des Bundesrates zeitlich befristet beschließen. Eine Auflösung des Bundestages erfolgte in der Geschichte der Bundesrepublik bisher vier Mal: 1972, 1982, 2005 und 2024. Sie wurden jeweils bewusst vom Bundeskanzler und der Mehrheit des Bundestages herbeigeführt, um gewünschte Neuwahlen zu erreichen. Die Entmachtung durch Gesetzgebungsnotstand kam hingegen noch nie vor.
Eine Reaktion auf die Reichsverfassung war die Fünf-Prozent-Hürde im Bundeswahlgesetz: Nur solche Parteien können ins Parlament einziehen, die mindestens fünf Prozent der abgegebenen gültigen Zweitstimmen auf sich vereinigen. Die Regelung soll verhindern, dass kleine Parteien die parlamentarische Arbeit erschweren oder unmöglich machen. In der Weimarer Republik war die Zahl der Parteien im Reichstag besonders in der vierten und fünften Legislaturperiode (1928 bis 1930 bzw. 1930 bis 1932) relativ hoch. Es wird vermutet, dass eine Fünfprozenthürde den traditionellen Parteien zugutegekommen wäre, so dass stabile parlamentarische Mehrheiten leichter hätten entstehen können.